# Courcoué
Courcoué és un municipi francès, situat al departament de l'Indre i Loira i a la regió de Centre – Vall del Loira. L'any 2007 tenia 250 habitants.

## Demografia

### Població
El 2007 la població de fet de Courcoué era de 250 persones. Hi havia 104 famílies, de les quals 24 eren unipersonals (20 homes vivint sols i 4 dones vivint soles), 44 parelles sense fills, 28 parelles amb fills i 8 famílies monoparentals amb fills.
La població ha evolucionat segons el següent gràfic:
Habitants censats

### Habitatges
El 2007 hi havia 138 habitatges, 103 eren l'habitatge principal de la família, 23 eren segones residències i 12 estaven desocupats. 134 eren cases i 1 era un apartament. Dels 103 habitatges principals, 89 estaven ocupats pels seus propietaris, 10 estaven llogats i ocupats pels llogaters i 4 estaven cedits a títol gratuït; 3 tenien una cambra, 5 en tenien dues, 16 en tenien tres, 25 en tenien quatre i 55 en tenien cinc o més. 100 habitatges disposaven pel capbaix d'una plaça de pàrquing. A 42 habitatges hi havia un automòbil i a 60 n'hi havia dos o més.

### Piràmide de població
La piràmide de població per edats i sexe el 2009 era:
| Homes | Edats   | Dones |
| ----- | ------- | ----- |
| 0     | 95 o +  | 0     |
| 0     | 90 a 94 | 0     |
| 8     | 85 a 89 | 8     |
| 4     | 80 a 84 | 0     |
| 12    | 75 a 79 | 8     |
| 4     | 70 a 74 | 12    |
| 4     | 65 a 69 | 4     |
| 4     | 60 a 64 | 4     |
| 8     | 55 a 59 | 8     |
| 4     | 50 a 54 | 4     |
| 16    | 45 a 49 | 16    |
| 8     | 40 a 44 | 8     |
| 12    | 35 a 39 | 0     |
| 0     | 30 a 34 | 8     |
| 8     | 25 a 29 | 0     |
| 4     | 20 a 24 | 4     |
| 8     | 15 a 19 | 4     |
| 12    | 10 a 14 | 12    |
| 0     | 5 a 9   | 4     |
| 0     | 0 a 4   | 12    |

## Economia
El 2007 la població en edat de treballar era de 133 persones, 89 eren actives i 44 eren inactives. De les 89 persones actives 85 estaven ocupades (48 homes i 37 dones) i 4 estaven aturades (2 homes i 2 dones). De les 44 persones inactives 17 estaven jubilades, 11 estaven estudiant i 16 estaven classificades com a «altres inactius».

### Ingressos
El 2009 a Courcoué hi havia 102 unitats fiscals que integraven 249 persones, la mediana anual d'ingressos fiscals per persona era de 16.035 €.

### Activitats econòmiques
Dels 11 establiments que hi havia el 2007, 1 era d'una empresa extractiva, 1 d'una empresa de fabricació d'altres productes industrials, 3 d'empreses de construcció, 5 d'empreses de comerç i reparació d'automòbils i 1 d'una empresa de serveis.
Dels 3 establiments de servei als particulars que hi havia el 2009, 1 era una fusteria i 2 lampisteries.
L'any 2000 a Courcoué hi havia 19 explotacions agrícoles que ocupaven un total de 1.032 hectàrees.

## Poblacions més properes
El següent diagrama mostra les poblacions més properes.